# Affaire Airbus (Canada)
Pour les articles homonymes, voir Affaire Airbus.
Survenue au Canada, l'affaire Airbus se réfère à des allégations de commissions secrètes versées aux membres du gouvernement du Canada pendant le mandat du premier ministre Brian Mulroney, en échange de l'achat, par la société Air Canada alors société de la couronne, d'un grand nombre d'avions de la compagnie Airbus. Le président d'Airbus au moment de l'offre d'achat était Franz Josef Strauss (1915-1988), un politicien allemand de haut profil en Bavière.
Les offres d'achats en question avaient été longtemps en suspens, et les deux entreprises, Boeing et Airbus étaient fortement concurrentes pour ce marché. Les deux entreprises offraient même de partager la production au Canada, Boeing va jusqu'à acheter de Havilland Canada pour renforcer sa position de négociation, ainsi que d'accéder au marché du revêtement d'où ils sont absents à cette époque. Le contrat a finalement été remporté par Airbus en 1988, avec une commande de 34 Airbus A320, Air Canada procède alors à la vente de certains de ses Boeing 747. Boeing met immédiatement en vente de Havilland Canada, mettant ainsi en péril cette société, mais la faute en est généralement imputée au gouvernement canadien, de Havilland a depuis été achetée par Bombardier Aéronautique en 1992.

## Allégations de la GRC
En 1995, la Gendarmerie royale du Canada (GRC) a accusé Brian Mulroney et Frank Moores d'avoir accepté des pots de vin provenant de Karlheinz Schreiber concernant la vente d'avions Airbus à la compagnie Air Canada, alors propriété exclusive du gouvernement, au cours du terme de Mulroney en tant que premier ministre du Canada. Les allégations ont été formulées dans une lettre envoyée par la GRC au gouvernement de la Suisse cherchant à accéder aux relevés bancaires de Schreiber. Ce dernier avait déjà recueilli avec succès des fonds pour Mulroney en 1983 pour l'aider à gagner le leadership du parti progressiste-conservateur.
Mulroney nie les allégations, et lance une poursuite de 50 millions CAD en diffamation contre le gouvernement du Canada, alléguant que le gouvernement libéral nouvellement élu de Jean Chrétien était engagé dans une campagne de dénigrement contre son prédécesseur. Le gouvernement a réglé à l'amiable au début de 1997, et a décidé de s'excuser publiquement auprès de Mulroney, ainsi que de lui verser 2,1 millions de dollars pour ses frais juridiques.
Bien qu'il n'y ait aucune preuve que Mulroney ait accepté des ristournes alors qu'il était premier ministre, il a été reconnu en 2003 que peu de temps après la fin de son mandat en 1993, il a accepté de Schreiber 225 000 dollars, sur une période de 18 mois, sous forme de trois versements en espèces de 75 000 dollars. Mulroney était encore un membre de la Chambre des communes du Canada lors de l'un de ces paiements. Mulroney prétend que cet argent lui a été versé pour les services de consultation qu'il a rendus à contribuer à la promotion d'une entreprise de pâtes culinaires fraiches, et aussi à développer des contacts internationaux pour Schreiber. Mulroney n'avait jamais admis précédemment avoir accepté des commissions de Schreiber, en particulier au cours de la poursuite par le gouvernement canadien. En date de 2010, il n'a pas encore fourni le nom d'une autre personne vivante autre que lui qui pourrait justifier les travaux réels effectués pour cet argent.

## Couverture médiatique

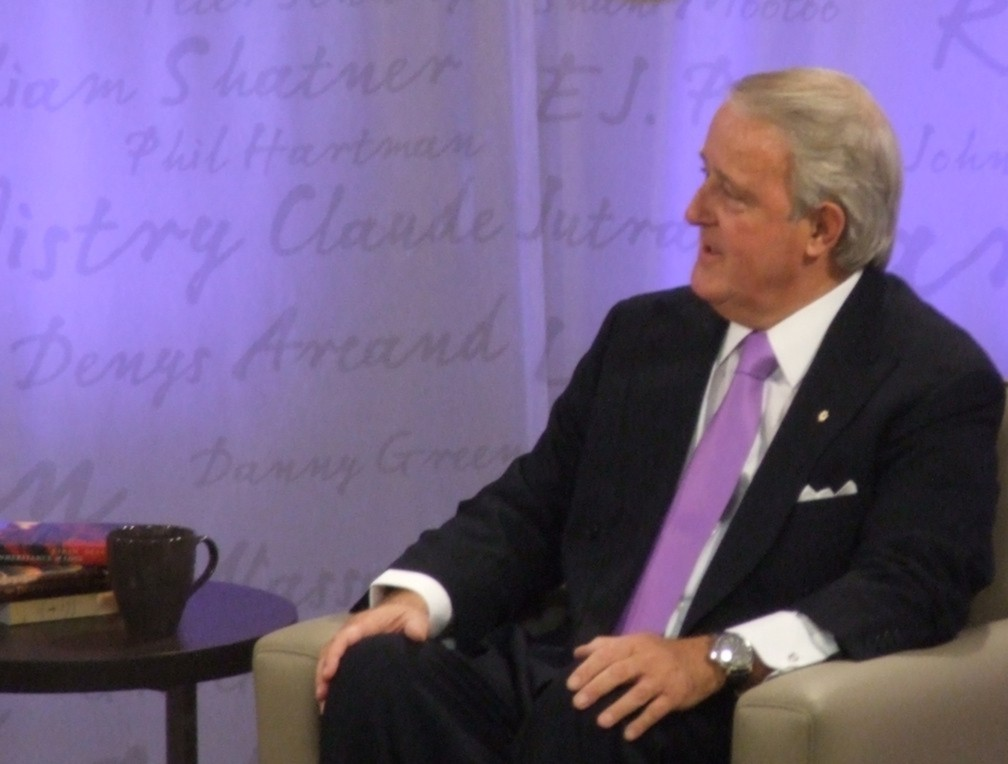
Brian Mulroney lors d'une interview en 2007.

La journaliste Stevie Cameron a écrit sur le scandale Airbus, et les liens de Schreiber envers le gouvernement Mulroney, dans son livre en 1994 On the Take: Crime, Corruption and Greed in the Mulroney Years (Sur la prise: la criminalité, la corruption et la cupidité dans les années Mulroney). The Fifth Estate, émission de la CBC, a produit un documentaire en mars 1995 qui a révélé, pour la première fois, un accord parallèle secret entre Airbus Industrie et une société écran du Liechtenstein, International Aircraft Leasing (IAL). The Fifth Estate a signalé que IAL a reçu des millions de dollars en commissions secrètes après la vente d'avions Airbus à Air Canada en 1988. William Kaplan a répondu à Cameron et à The Fifth Estate dans son livre de 1998 Presumed Guilty (Présumés coupables), critiquant les journalistes pour leurs manques de preuves. Puis, en octobre 1999, The Fifth Estate a obtenu de nouveaux dossiers de la société des banques suisses qui a révélé que Karlheinz Schreiber a mis en place un compte bancaire secret à Zurich avec le nom de code Britan. L'émission a révélé qu'il y a eu trois retraits d'espèces sur le compte, en 1993 et 1994, pour un total de 300 000 dollars. Deux ans plus tard, en 2001, Stevie Cameron et le producteur de The Fifth Estate Harvey Cashore, ont écrit un livre sur Karlheinz Schreiber, The Last Amigo (Le Dernier amigo). En 2004, William Kaplan a précisé sa position dans un nouveau livre A Secret Trial (Un procès secret), en critiquant Cameron pour son rôle comme informateur de la GRC sur l'affaire Airbus, et Mulroney pour ne pas avoir divulgué qu'il avait reçu 300 000 dollars de Schreiber.
Le 8 février 2006, The Fifth Estate a indiqué que le paiement de 300 000 dollars a été versé via un compte bancaire suisse au nom de code Britan à partir d'un autre nommé Frankfurt, en lien avec l'affaire Airbus. Karlheinz Schreiber a déclaré dans une interview à l'émission que l'argent a été déposé à la demande d'un aide de Mulroney, qui a dit à Schreiber que l'ancien premier ministre était à court de fonds. Schreiber se moquait de cette réclamation de Mulroney, insistant que l'argent était un droit de consultation, pour l'aide apportée à une entreprise de pâtes dans laquelle Schreiber avait investi. L'émission a également signalé qu'il n'y avait aucune preuve que Mulroney connaissait la source des fonds.
Le 31 octobre 2007, The Globe and Mail et The Fifth Estate ont diffusé de nouvelles informations sur les transactions en espèces entre Schreiber et Mulroney, révélant que Mulroney a déposé une divulgation volontaire de revenus auprès de Revenu Canada quelques années après avoir accepté plusieurs montants de Karlheinz Schreiber.

## Les paiements en espèces
Le journal The Globe and Mail a rapporté le 1er novembre 2007, que Brian Mulroney, qui avait de son propre aveu reçu les premiers 100 000 dollars des 300 000 promis par Schreiber en argent comptant à New York le 8 décembre 1994, aurait dû déclarer ces fonds quand il a franchi la frontière au Canada quelques jours plus tard, s'il n'avait pas déjà dépensé cet argent. L'article cite l'inspecteur Bruce Bowien, retraité de la GRC, qui avait joué un rôle important à la préparation de la législation canadienne originale, exigeant que les opérations importantes en espèces soit signalées, loi qui a été adoptée par le Parlement au cours du mandat du premier ministre Mulroney. Les règles internes des États-Unis exigent également que les opérations importantes en espèces soient enregistrées, et le fait que Brian Mulroney ait agi ainsi pour cette transaction demeure une question sans réponse, selon le Globe and Mail.
Le 8 novembre 2007, un affidavit comprenant de nouvelles allégations de Schreiber a été déposé auprès du tribunal. Le lendemain, le premier ministre Stephen Harper a annoncé qu'une enquête tierce indépendante sera lancée pour examiner les relations entre Schreiber et Mulroney à la lumière des allégations supplémentaires soulevées par ce nouveau développement,.
Le 13 novembre 2007, le premier ministre Harper a annoncé qu'une enquête publique complète aurait lieu. Le lendemain, il a annoncé que l'enquête serait dirigée par David Lloyd Johnston, recteur de l'Université de Waterloo, lequel fera rapport d'ici le 11 janvier 2008. La GRC a annoncé le 14 novembre 2007, que ce sera aussi l'ouverture d'un processus d'examen sur ces questions, la GRC a été impliquée dans une enquête sur ces questions depuis la fin des années 1980. En juin 2008, le gouvernement du Canada a créé la « Commission d'enquête sur certaines allégations au sujet des transactions financières et commerciales entre Karlheinz Schreiber et le très honorable Brian Mulroney ».

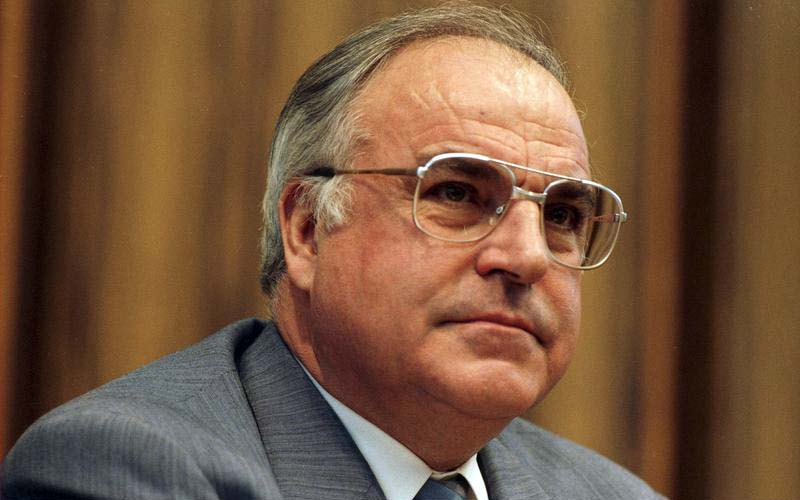
Helmut Kohl en 1987.

Le 15 novembre 2007, Schreiber a perdu son appel contre son extradition vers l'Allemagne, et il est resté confiné dans la région de Toronto, en attendant d'autres développements. Les procédures d'extradition contre Schreiber, lancées par les autorités allemandes, ont commencé en 1999 ; Schreiber est recherché en Allemagne pour répondre de plusieurs accusations criminelles, y compris la fraude et la corruption, qui ont joué un rôle dans la chute du gouvernement allemand, et qui ont entaché l'héritage de l'ex-chancelier allemand Helmut Kohl.
Schreiber a déclaré le 16 novembre 2007 que s'il est extradé, il ne coopérait pas avec l'enquête. Le ministre de la Sécurité publique du Canada, Stockwell Day, a déclaré un peu plus tard ce jour-là que l'enquête serait structurée de façon à permettre aux témoins de témoigner indépendamment de leur emplacement, et que Schreiber aurait à témoigner. Les partis d'opposition à la Chambre des communes du Canada ont demandé que l'extradition de Schreiber soit retardée, afin de lui permettre de prendre part à l'enquête. Le ministre de la Justice Rob Nicholson a promis de retarder l'extradition au moins jusqu'au 1er décembre 2007 pour permettre à des appels potentiels d'être éventuellement soumis par l'avocat de Schreiber, Edward Greenspan.

## Témoignages devant le Comité d'éthique

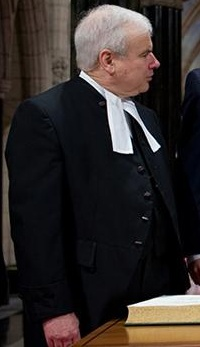
Peter Milliken.

Schreiber a été convoqué de prison par le président de la Chambre des Communes Peter Milliken, et a été transporté de Toronto à Ottawa le 28 novembre 2007. Il a témoigné devant le Comité d'éthique de la Chambre des communes le 29 novembre, le 4 décembre et le 6 décembre 2007. Schreiber a obtenu un sursis à son extradition par la Cour d'appel de l'Ontario le 30 novembre et a obtenu une caution le 4 décembre, sous un cautionnement de 1,3 million de dollars. Schreiber a expliqué que des 300 000 dollars qu'il a versés à Mulroney en trois versements en espèces de 100 000 dollars chacun, en 1993 et 1994, ne provenaient pas directement de Airbus, mais plutôt des « frais de succès », argent que Schreiber avait obtenu en récompense pour son travail de lobbying pour le compte de Airbus, MBB et Thyssen à la fin des années 1980 et au début des années 1990.
Airbus et MBB ont conclu d'importants contrats, pour des avions et des hélicoptères respectivement, avec le gouvernement canadien alors que Brian Mulroney était premier ministre. Le projet de Thyssen, une usine destinée à la fabrication de nouveaux véhicules blindés légers, avait obtenu l'approbation initiale du gouvernement, mais n'a jamais abouti. Schreiber a expliqué en outre que l'argent versé à Mulroney n'était pas pour un travail accompli par Mulroney alors qu'il était premier ministre de 1984-1993, mais était une avance pour les travaux futurs que Mulroney ferait pour Schreiber après avoir quitté le bureau politique, ainsi que d'une récompense pour le soutien de Mulroney à la réunification allemande, qui a été accomplie en 1991. 
Selon Schreiber, ce montant a été initialement fixé à 500 000 dollars, mais a été réduit parce que Mulroney n'a pas, dans les faits, exécuté la tâche demandée, ce qui a incité Schreiber à poursuivre Mulroney pour récupérer cet argent. Mulroney a refusé de commenter avant sa comparution devant le comité d'éthique le 13 décembre 2007. Toutefois, six semaines après sa comparution, les avocats de Mulroney ont présenté une lettre au président du comité d'éthique, Paul Szabo, indiquant que leur client ne serait pas disposé à comparaitre de nouveau devant le comité en raison du traitement « injuste » qu'il a subi lors de sa comparution du 13 décembre.
Le 26 février 2008, CTV rapportait que Brian Mulroney, par l'intermédiaire de son avocat, avait réitéré son refus de revenir devant le comité, présence prévue pour le 28 février. Après avoir songé à la possibilité de délivrer une citation à comparaitre, le comité a décidé le lendemain qu'il terminait cette activité, sans autre témoignage.
Le 14 février 2008, l'expert-comptable suisse de Schreiber a affirmé au Comité d'éthique qu'il a en fait créé un compte suisse pour Brian Mulroney, mais qu'il n'avait pas connaissance d'aucune transaction effectuée sur ce compte par ou pour l'ex-premier ministre.

## Témoignages à la Commission Oliphant
Le prochaine épisode arrive en avril et en mai 2009, alors que la Commission d'enquête Oliphant commence. Présidée par Jeffrey Oliphant, juge en chef adjoint de la Cour du Banc de la Reine du Manitoba, elle a été spécifiquement chargée de se concentrer sur les relations entre Schreiber et Mulroney. Bien que les enquêteurs et leurs questions étaient différentes, les réponses de Schreiber à Mulroney en avril et en mai ont été essentiellement les mêmes que lors de la procédure devant le Comité d'éthique. Les principales, nouvelles révélations dans les témoignages de Mulroney incluent son explication du retard à déclarer les paiements en espèces, insistant que ces revenus (il les considérait comme des avances sur les activités futures, à être déclarées lorsque complètement perçus), et que son comptable, à son insu, s'était arrangé pour payer l'impôt sur seulement la moitié du montant. Ceci étant en conformité avec une incitation de l'Agence du revenu du Canada relative à l'amnistie, aujourd'hui abandonnée, visant à encourager les contribuables contrevenants à présenter des déclarations en retard, donc recueillant ainsi des fonds qui auraient autrement été perdus ou qui auraient, au minimum, exigé une action en justice couteuse afin de les recueillir.
La commission a achevé sa phase des audiences la dernière semaine de juillet 2009. La fin de semaine suivante, Schreiber, après un ultime effort pour trouver un autre moyen d'éviter l'extradition, a été cité à comparaitre au centre de détention de Toronto en attendant son retour en Allemagne. Dans les trois heures, il a été escorté vers un avion à destination de l'Europe par deux agents de la GRC, étant désigné comme « remis à l'Allemagne ».
Le juge Jeffrey Oliphant avait jusqu'au 31 décembre 2009 pour terminer son rapport de la Commission, mais cette date est ensuite retardée pour cinq mois jusqu'au 31 mai 2010. Le 31 mai, Oliphant a statué que Brian Mulroney avait mal agi en prenant l'argent.